# Estadio César Nieves
El Estadio César Nieves o alternativamente Estadio de Béisbol César Nieves es el nombre que recibe una instalación deportiva localizada en la parroquia Catia La Mar en el estado La Guaira al norte del país sudamericano de Venezuela.
El estadio es usado principalmente para la práctica del béisbol por organizaciones como Criollitos de Venezuela y el equipo Tiburones de Vargas (LNBB) y recibe su nombre por un destacado beisbolista venezolano César Nieves miembro del Salón de la Fama del Béisbol Venezolano. Se encuentra justo al frente de un Bulevar que también lleva su nombre, de la Avenida La Armada y del Mercado comunitario de Catia La Mar.
En agosto de 2014 se inició un proceso de remodelación y ampliación de la estructura que concluyó el 14 de agosto de 2016 con su reinauguración por parte de las autoridades regionales. Se trabajó en baños, jardines, fachada, gradas, etc.
Originalmente, estaba concebido para ser sede de los Tiburones de La Guaira, mas no fue aprobado por la LVBP dadas sus reducidas dimensiones. Sin embargo, ocasionalmente se usaba como sede alternativa.